# Afturelding Mosfellsbær
Ungmennafélagið Afturelding, plus communément Afturelding ou UMFA, est un club multi-sport islandais basé dans la ville de Mosfellsbær située au nord de Reykjavik. Le club est créé en 1909. Il est aujourd'hui connu essentiellement pour ses équipes de football, handball et volleyball.

## Football
Le club évolue en 2. Deild Karla.

## Palmarès

### Section football
- Championnat d'Islande D4
  - Champion : 1986, 1999

### Section handball
- Championnat d'Islande
  - Champion : 1999

- Coupe d'Islande
  - Vainqueur : 1999